# Priča iz Bronxa
Priča iz Bronxa (eng. A Bronx Tale) je redateljski debi  Roberta De Nira iz 1993. koji govori o mladiću kojeg, odrastajući u burnim šezdesetima, kroz život prate dvije očinske figure koje glume Robert De Niro i Chazz Palminteri. U maloj ulozi pojavljuje se i Joe Pesci. Scenarij je napisao Palminteri, a djelomično se odnosi na njegovo djetinjstvo.
De Niro nakon ovog filma nije režirao punih trinaest godina, sve do 2006. godine, kada je premijerno prikazan njegov drugi film, Dobri pastir.

## Radnja
Film počinje u šezdesetima sa sinom Lorenza Anella (Robert De Niro), Calogerom (Francis Capra), koji svjedoči ubojstvu koje je počinio lokalni mafijaški šef, Sonny (Chazz Palminteri). Budući da ga Calogero nije izdao policiji, počinje se sviđati Sonnyju. Calogero počinje viđati Sonnyja u njegovom lokalu, djelomično zbog emocionalno odbojnog oca, vozača autobusa koji pokušava spojiti kraj s krajem. Osam godina poslije, 1968., Calogero je (kojeg sada glumi Lillo Brancato Jr.) izrastao u mladića. Morat će se odlučiti kojim će putem krenuti, onim očevim ili pak Sonnyjevim. Počinje se viđati s tamnoputom djevojkom Jane (Taral Hicks), što mora skrivati jer se druži s  rasistički nastrojenim prijateljima koji napadaju Janeina brata i njegove prijatelje, te kasnije smišljaju plan kako će napasti crnačku četvrt.
Priča iz Bronxa generalno je ocijenjen kao drugi veliki filmovi iz mafijaškog žanra. Sadrži mnogo nasilja, uključujući one u kojima članovi mafije brutalno pretuku bikersku bandu i tragični napad Calogerovih prijatelja na crnačku četvrt.

## Produkcija
Film je sniman na tri lokacije u New Yorku. Iako je radnja u potpunosti smještena u Bronx, samo se jedna od ove tri lokacije nalazila u njemu. Četvrt Fordham, u kojoj je Calogero odrastao, zapravo je Astoria, Queens; crnačka četvrt za koju je rečeno kako se zove Webster Avenue je Sheepshead Bay, Brooklyn; konačno, scena smještena u dio Bronxa zvan City Island je snimana baš na toj lokaciji.

## Zanimljivosti
- Palminteri je adaptirao scenarij iz svoje istoimene monodrame, koja se s uspjehom prikazivala u Los Angelesu i na Off-Broadwayju. De Niro je vidio monodramu i upitao Palminterija za otkup prava. Palminteri je pristao samo uz uvjet da glumi Sonnyja.
- Chazz Palminteri temeljio je lik Calogera na samom sebi; njegovo pravo prvo ime je Calogero.
- Brat Lilla Brancata, Vincenzo, pojavio se u maloj ulozi kao jedan od dječaka koji se vješaju za autobus.

## Glumci
- Robert De Niro - Lorenzo Anello
- Chazz Palminteri - Sonny LoSpecchio
- Lillo Brancato - Calogero "C" Anello (s 17 godina)
- Francis Capra - Calogero Anello (s 9 godina)
- Taral Hicks - Jane Williams
- Joe Pesci - Carmine

## Vanjske poveznice
- Priča iz Bronxa u internetskoj bazi filmova IMDb-a